# Parachernes confraternus
Espèce
Synonymes
- Chelanops confraternus Banks, 1909

Parachernes confraternus est une espèce de pseudoscorpions de la famille des Chernetidae.

## Distribution
Cette espèce est endémique du Brésil.

## Description
L'holotype mesure 2 mm.

## Publication originale
- Banks, 1909 : New tropical pseudoscorpions. Journal of the New York Entomological Society, vol. 17, p. 145-148 (texte intégral).